# Václav Černý (senátor)
Václav Černý (16. října 1881 Braník – 5. května 1943 Braník) byl český a československý politik a meziválečný senátor Národního shromáždění ČSR za Československou stranu národně socialistickou.

## Biografie
Narodil se jako syn hostinského v Braníku. Od mládí si musel vydělávat na živobytí. Zemřeli mu oba rodiče. Vyučil se sochařem u velké firmy. Profesí byl sochařem v Praze-Braníku.
Po parlamentních volbách v roce 1929 získal za Československou stranu národně socialistickou senátorské křeslo v Národním shromáždění. Mandát ale nabyl až dodatečně v roce 1931 jako náhradník poté, co byl mandátu zbaven senátor Julius Komrs. V senátu setrval do roku 1935.